# Síndrome de Mirizzi
El epónimo síndrome de Mirizzi, define un complejo anatomo-clínico característico dentro de la patología quirúrgica biliar.

## Fisiopatología
La secuencia evolutiva se inicia con una colelitiasis que puede ser crónica o aguda y la impactación de un lito en la bolsa de Hartmann o en el conducto cístico, dando origen a una colestasis por compresión extrínseca de la vía biliar principal. A partir de ese momento, pueden desencadenarse diversos fenómenos como ictericia, exclusión vesicular, colecistitis aguda, fístula colecisto-coledociana o bilio-digestiva, coledocolitiasis, colangitis y cirrosis biliar secundaria, entre otros. La secuencia de estos signos y síntomas no siempre es lógica y ordenada, según la gravedad de cada complicación. De forma característica el cuadro suele ser silente y se presenta como una ictericia intermitente, un hallazgo inesperado en el transcurso de una colecistectomía laparoscópica o debuta en fases avanzadas, con un síndrome de Bouveret.

## Historia y evolución
En el año 1947, Pablo Luis Mirizzi, un médico argentino, describió el Síndrome del hepático funcional en cuadros de ictericia obstructiva, atribuyendo los síntomas a un "espasmo del esfínter del hepático", condicionado por un cístico paralelo a la vía biliar. Actualmente se sabe que esa obstrucción es mecánica y producida por el cálculo enclavado en el cístico o en el cuello vesicular.
En 1982 McSherry propuso la denominación "síndrome de Mirizzi". Se trata de una rara complicación de la litiasis vesicular de larga evolución y ocurre en 0,7 a 1,4% de los pacientes sometidos a cirugía biliar por cálculos.
La simple compresión de la vía biliar principal por el bacinete puede, como consecuencia de procesos inflamatorios repetidos, dar paso a la desaparición progresiva de las paredes del conducto cístico, que es destruido progresivamente hasta quedar establecida una comunicación directa -más o menos amplia- entre la vesícula y el colédoco. Esta concepción de los mecanismos patológicos dio paso a la clasificaciones propuestas años atrás; la primera de McSherry (grados I y II) y la última de Csendes (grados I-IV).

## Clasificación
| Tipo | Descripción                                                                              |
| ---- | ---------------------------------------------------------------------------------------- |
| I    | Compresión extrínseca de la vía biliar por un cálculo impactado en la vesícula.          |
| II   | Fístula colecistobiliar que involucra un tercio de la circunferencia de la vía biliar.   |
| III  | Fístula colecistobiliar que involucra dos tercios de la circunferencia de la vía biliar. |
| IV   | Fístula colecistobiliar que involucra toda la circunferencia de la vía biliar.           |
| V    | Cualquier tipo más fístula colecistoenterica: Va: sin íleo biliar. Vb: con íleo biliar.  |